# Towie Barclay Castle

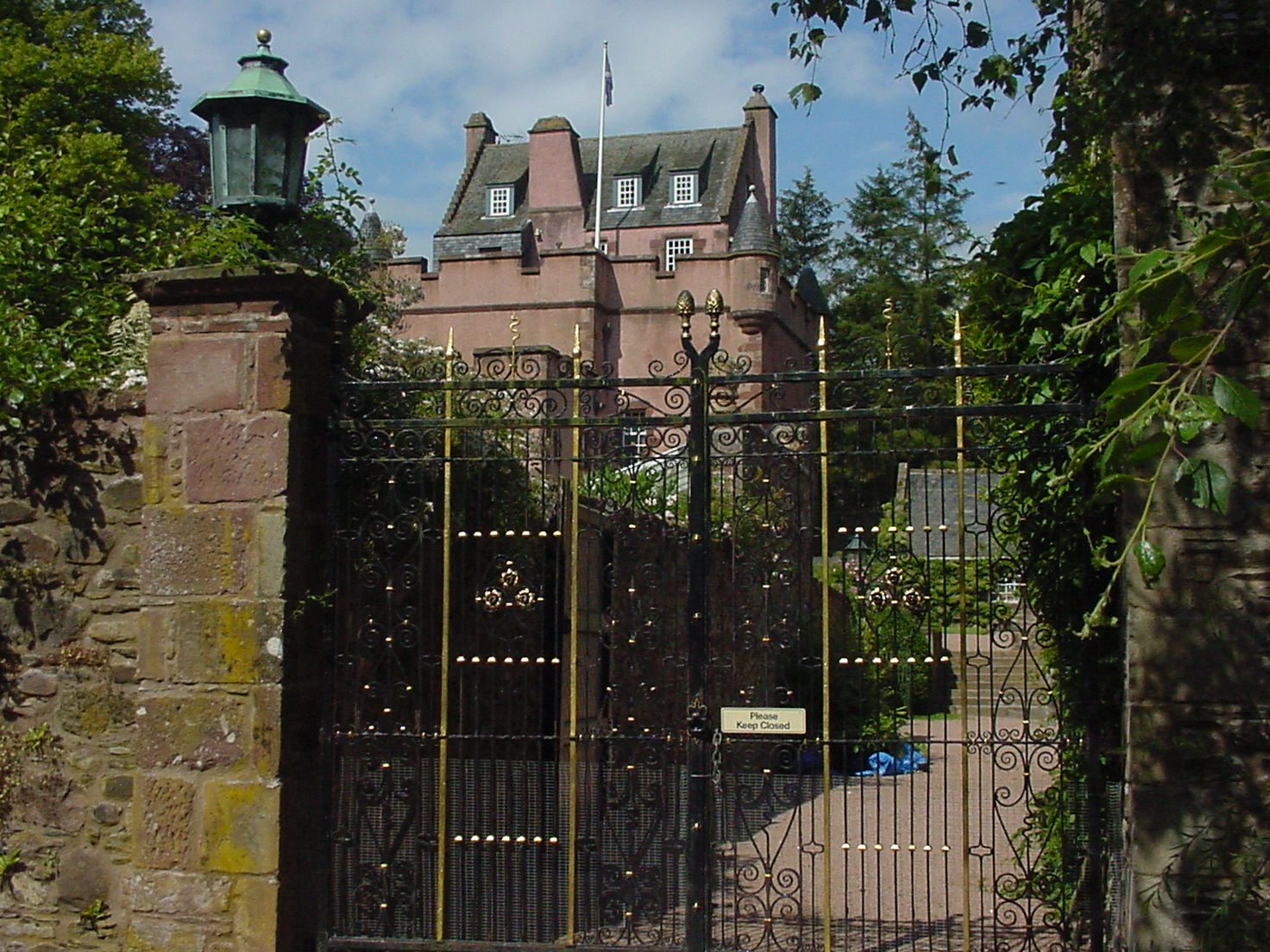
Towie Barclay Castle 2002

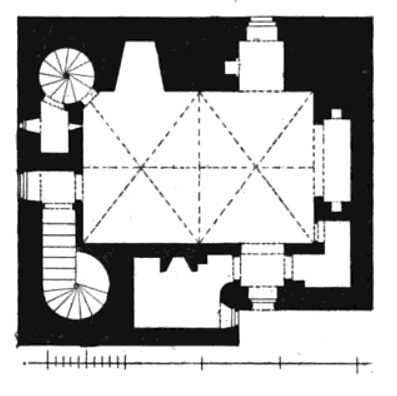
Grundriss (Erdgeschoss) von Towie Barclay Castle von 1887

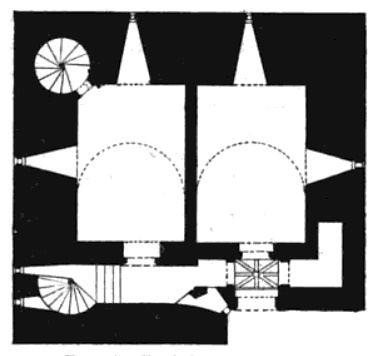
Grundriss (1. Obergeschoss) von Towie Barclay Castle von 1887

Towie Barclay Castle ist eine Niederungsburg etwa 7,2 km südsüdöstlich der Stadt Turriff in der schottischen Council Area Aberdeenshire. Das heutige Gebäude ließ der Clan Barclay 1593 errichten. Das Gelände hatte der Clan im 11. Jahrhundert von König Malcolm III. erhalten. Nach der Plünderung eines Nonnenklosters durch die Barclays im 12. Jahrhundert verkündete Thomas the Rhymer: „Towie Barclay Castle im Tal / gut für die Frauen / aber niemals für die Männer“, was als Fluch für die männliche Linie verstanden wurde. Der Glaube an diesen Fluch war stark genug, dass er 1753 von Mr Barclay Maitland als Grund für den Verkauf von Towie Barclay Castle an den Earl of Findlater angegeben wurde. Dieser verkaufte die Burg 1792, nachdem er meinte, dass sie das Böse anzog und nachdem sein Sohn auch verstorben war, an das Gordon’s Hospital in Aberdeen. Die Anlage ist als Denkmal der höchsten Kategorie A klassifiziert. Die zugehörige Scheune ist außerdem ein Denkmal der Kategorie B.
Das Gebäude wurde an die Leiter des Gordon’s Hospital für 21.000 £ verkauft. Obwohl die Burg 1874 ein neues Dach bekam, verfiel sie bis zur Mitte des 20. Jahrhunderts.

## Beschreibung aus dem 19. Jahrhundert und Geschichte
Eine hervorragende Beschreibung der Burg erstellten David McGibbon und Thomas Ross für den Band 2 ihres Buches The Castallated and Domestic Architecture of Scotland from the Twelfth to the Eighteenth Century:

„Dieses interessante Haus liegt im südlichen Teil der Gemeinde Turriff und nicht weit vom Bahnhof Auchterless entfernt.

Die Familie Tollie de Berkeley, dem es gehört, ist sehr alt und die folgende Inschrift auf einem Stein in der Mauer des Hauses vermittelt den Eindruck, dass die Burg ebenfalls sehr alt sei: «Sir Alexander Barclay of Tolly, Gründer, verstarb im Jahre des Herrn 1186.» Auf demselben Stein ist eine weitere Inschrift angebracht: «In der Zeit von Valth schienen alle Männer freundlich und Freunde lernt man erst in Schwierigkeiten kennen, 1593».

Es besteht kein Zweifel daran, dass der erste Teil der oben erwähnten Inschrift lediglich eine Aufzeichnung dessen ist, was vor langer Zeit geschah und in dem letztgenannten Jahr 1593 eingesetzt wurde. 1792 wurden die Türmchen und Schießscharten entfernt und der Donjon um zwei Stockwerke in der Höhe reduziert und der Graben aufgefüllt.

Die Familie litt unter der Verheiratung von Maria Stuart. Von 1558 bis 1624 war das Anwesen in den Händen von Patrick Barclay, dem Autor der oben erwähnten moralischen Reflexion – Resultat einer unglücklichen Erfahrung.

Der Grundriss dieser Burg ist eine leichte Veränderung des einfachen Donjons mit quadratischem Grundriss; eine kleine Unterbrechung in der Mauer wurde anschließend an die Eingangstüre gemacht. Dies schafft Raum für einen Gang zum Treppenhaus und ermöglicht eine Schießscharte, von der aus man den Eingang überwachen kann. Der Eintritt der Schießscharte wird innen durch eine Steinsäule geschützt, die so platziert ist, dass sie dem Verteidiger Ausblick gewährt, aber gleichzeitig Geschosse von außen aufhält.

Das Erdgeschoss ist vollkommen mit einer Gewölbedecke versehen und die kleine Eingangslobby ist mit gerippten und gekreuztem Gewölbe verziert. Letzteres Detail scheint eine lokale Variante zu sein. Eine ähnliche Schießscharte am Eingang angebracht und ein Kreuzgewölbe in der Eingangslobby sind in Gight angebracht und ein geripptes Gewölbe am ursprünglichen Eingang, der noch in Delgaty erhalten ist.

Das Erdgeschoss enthält, wie üblich, Kellerräume mit kleinen Schießscharten; ein Keller hat eine private Treppe zum Rittersaal.

Das Haupttreppenhaus, das in das 1. Obergeschoss führt, ist teilweise gerade mit einem Wendel um die Ecke des Turms und einem großen Absatz an der Tür zum Rittersaal. Der Rittersaal ist in üblicher Form, aber sehr viel schmucker als in anderen Burgen. Er ist 30 × 20 Fuß groß und in zwei Zeilen gewölbt mit gerippten und Kreuzgewölbe, das aus Konsolen mit Blattzierwerk entspringt. Es gibt auch eine kleine, schön ausgestaltete und gewölbte Lange Galerie innerhalb der Mauer über der Tür zum Rittersaal mit einer breiten Öffnung zu diesem. Die Galerie hat ein geripptes Gewölbe und die Zentren mit dem Monogramm I.H.S. und dem Herzen und den durchbohrten Händen unseres Heilands behauen. Die Konsolen, von denen die Gewölberippen entspringen, haben Schilder mit den Emblemen der vier Evangelisten. Auf beiden Seiten der Öffnung zum Rittersaal sind versenkte Nischen für Statuen angebracht. Alles scheint darauf hinzuweisen, dass diese Galerie einmal ein Gebetsraum oder eine Kapelle war. Man gelangt über eine kleine Treppe vom darüber liegenden Geschoss dorthin, sodass der Baron und seine Familie sie privat nutzen konnten, oder sie kann durch Verschieben eines Vorhangs zum Rittersaal hin geöffnet werden, wenn alle Versammelten dort Zeugen des Gottesdienstes werden sollten.

Billings' Blick auf das Innere der Burg vermittelt einen guten Eindruck der Details, die alle darauf hinzuweisen scheinen, dass jemand sie entworfen hat, der mit kirchlicher Architektur vertraut war. Kreuzgewölbe dieser Art sind selten in schottischen Burgen, aber es gibt ein weiteres Beispiel dafür in Balbegno Castle nahe Fettercairn, das aus derselben Zeit stammt. Der Rittersaal von Auchendoun war ebenfalls mit derselben Art von Gewölbe versehen, stammt aber aus einer früheren Periode. Aus den kirchlichen Details des Gebäudes schließt Mr Billings, dass es mindestens ein Jahrhundert älter ist als eingemeißelte Baujahr (1593). Aber wegen Ähnlichkeit des Gewölbes in Balbegno, dessen Entstehungsjahr 1569 ist, den Übereinstimmungen in den Grundrissen und dem kleinen, gerippten Gewölbe im Eingangsbereich, die Towie Barclay Castle mit Burgen wie Gight Castle und Delgaty Castle aufweist, können wir es ohne Zögern auf Mitte des 16. Jahrhunderts datieren. Auf Edzell Castle kann man ebenfalls geripptes und Kreuzgewölbe im Lusthaus zusammen mit Details finden, die eindeutig aus der zweiten Hälfte des 16. Jahrhunderts stammen.

Über der Eingangslobby befindet sich ein kleiner, privater Raum. Wie bereits erwähnt, wurden die oberen Stockwerke verändert oder entfernt.“

## Restaurierung
In den 1970er-Jahren kauften der Musiker Marc Ellington und seine Gattin Karen die Burg. Ein Restaurierungsprogramm wurde durch Ellingtons Musikkarriere finanziert, während seine Gattin die ausgedehnten Restaurierungsarbeiten projektierte, die über sieben Jahre andauerten. Während das untere Geschoss Mauerwerk aus dem 16. Jahrhundert enthält, sind die oberen Geschosse moderne Rekonstruktionen. Die Restaurierungsarbeiten waren von so hoher Qualität, dass sie 1973 mit dem Saltire Society Award ausgezeichnet wurden. Die Burg befindet sich weiterhin (2008) im Eigentum der Familie Ellington. Zusätzlich zu Towie Barclay Castle gehören den Ellingtons auch Gardenstoun und Crovie.